# 森谷恒亮
森谷 恒亮（もりや こうすけ、1986年5月8日 - ）は、日本の元ラグビー選手。

## プロフィール
- 愛知県出身。
- ポジションはウィング(WTB)。
- 身長 186cm、体重 95kg
- U21日本代表に選ばれたことがある[1]。

## 略歴
2005年、流経大柏高校卒業後、流通経済大学に入る。なお流経大柏高校時代、高校日本代表候補に選ばれたことがある。
2009年、流通経済大学卒業後、トヨタ自動車ヴェルブリッツに加入。同年10月11日に行われたジャパンラグビートップリーグ第5節の福岡サニックスブルース戦に途中出場で公式戦初出場を果たす。 
2013年、現役を引退した